# Juan Martín Díez
Juan Martín Díez, soprannominato El Empecinado, (Castrillo de Duero, 2 settembre 1775 – Nava de Roa, 20 agosto 1825) è stato un generale spagnolo famoso per il suo contributo alla guerra d'indipendenza spagnola.

## Biografia

### Gioventù
Díez nacque a Castrillo de Duero (Provincia di Valladolid, Spagna) il 2 settembre 1775. Era un agricoltore e la sua casa è tuttora esistente. Gli abitanti di Castrillo vengono spesso chiamati "empecinados", termine che deriva dai numerosi torrenti pieni di fango nero (pecina) proveniente dalle acque stagnanti. Si crede che l'appellativo degli abitanti locali fu poi utilizzato per fare riferimento a Díez, proprio come successe per altri guerriglieri.
Díez ebbe ambizioni militari per tutta l'infanzia. A 18 anni partecipò alla campagna del Rossiglione durante la guerra dei Pirenei (1793-1795). I due anni seguenti furono fondamentali per il suo addestramento nell'arte della guerra, ed iniziò a mostrare un atteggiamento ostile nei confronti dei francesi.
Nel 1796 si sposò a Fuentecén e si vi stabilì. Si dedicò all'agricoltura finché la Spagna non fu occupata dall'esercito di Napoleone Bonaparte nel 1808 e decise di combattere l'invasore. Si narra che prese questa decisione dopo che una donna del villaggio fu stuprata da un soldato francese che fu poi ucciso da Díez.
Dopo l'invasione Díez organizzò un gruppo di guerriglieri composto da amici e familiari. Inizialmente il conflitto si svolse lungo la rotta tra Madrid e Burgos. In seguito combatté con l'esercito spagnolo presso il ponte di Cabezón de Pisuerga ed a Medina de Rioseco. In entrambe le occasioni l'esercito spagnolo fu sconfitto.

### Successi militari
I fallimenti dell'esercito portarono Díez a credere di poter ottenere risultati migliori tramite la guerriglia. Iniziarono così i suoi successi militari, in luoghi come Aranda de Duero, Sepúlveda, Pedraza e lungo tutto il bacino del Duero.
Nel 1809 Díez fu promosso capitano di cavalleria. Nella primavera di quell'anno il suo campo d'azione si espanse fino a raggiungere le montagne di Gredos, Ávila e Salamanca, e perfino le province di Cuenca e Guadalajara.
La principale funzione delle bande di guerriglieri era quella di distruggere le linee di rifornimento e comunicazione dell'esercito francese. I danni all'esercito napoleonico furono considerevoli, tanto che Joseph Leopold Hugo, un generale francese, ebbe l'incarico di "occuparsi esclusivamente" di Díez e dei suoi uomini. Hugo, dopo aver tentato senza successo di catturare Díez, decise di arrestarne la madre ed altri membri della famiglia, ma lui sprezzante fece giustiziare 100 prigionieri francesi. Incredibilmente i suoi familiari furono rilasciati.
Nel 1810 Díez si rifugio' nel castello della città di Ciudad Rodrigo (oggi Parador de Turismo), che fu assediata dai francesi, 9 ma riuscì a fuggire. Nel 1811 fu messo al comando di un reggimento di ussari di Guadalajara, il che portò il totale dei suoi uomini a 6000.
Il 22 maggio 1813 Díez partecipò alla difesa di Alcalá de Henares (Madrid) e del ponte di Zulema sul fiume Henares. Lui e i suoi uomini sconfissero un esercito francese composto dal doppio dei soldati. In seguito Ferdinando VII di Spagna avrebbe approvato la costruzione di una piramide commemorativa ad Alcalá in ricordo di questa vittoria, per poi farla distruggere nel 1823 definendola simbolo "liberale". La città di Alcalá eresse un nuovo monumento dedicato a El Empecinado nel 1879 e questo monumento è tuttora in mostra.

### Rivoluzione liberale e declino
Quando il re Ferdinando VII tornò in Spagna e restaurò l'Assolutismo monarchico, prese misure contro coloro che considerava "nemici liberali", tra i quali Díez che fu esiliato a Valladolid. Nel 1820 cominciò la rivoluzione di Rafael del Riego e Díez imbracciò nuovamente le armi, ma stavolta contro le truppe reali. Negli anni seguenti , il trienio liberal, fu nominato governatore militare di Zamora ed occasionalmente capitano generale .
Nel 1823, durante la reazione assolutista, un esercito francese (i cosiddetti 100 000 figli di San Luigi) invase la Spagna per restaurare l'assolutismo, il regime liberale crollò e Díez fuggì in Portogallo. Da qui chiese il permesso di fare ritorno senza subire ritorsioni, richiesta che fu accolta. Al suo ritorno, però, fu arrestato nei pressi di Olmillos de Peñafiel e trasferito a Nava de Roa (Burgos), dove fu consegnato al sindaco Gregorio González. Fu imprigionato e mostrato al popolo in una gabbia di ferro. Leopoldo O'Donnell, campo militare liberale, seppe della situazione di Díez e tentò di discutere il suo caso in tribunale. Il magistrato di Roa de Duero aveva già ordinato l'esecuzione di Díez, che fu attuata il 20 agosto 1825 nella piazza centrale del villaggio. Díez non fu fucilato, ma impiccato. Si dice che, in un impeto di disperazione, Díez sia riuscito a prendere la spada dell'ufficiale che lo stava accompagnando al patibolo.

### Il soprannome
L'8 ottobre 1808 fu concesso a Juan Martín Díez il privilegio dell'uso del soprannome Empecinado, non solo per sé ma anche per i suoi discendenti. Il termine diede vita in lingua spagnola al verbo empecinarse, ovvero persistere nel raggiungimento di un obiettivo.